# Bécsi csúcstalálkozó
A bécsi csúcstalálkozót 1961. június 4-én tartották Bécsben, John F. Kennedy, az Egyesült Államok elnökének és Nyikita Hruscsov, a Szovjetunió pártőtitkárának részvételével. A hidegháború két szuperhatalmának vezetői számos, országaik kapcsolatát érintő kérdést vitattak meg.

## Körülmények

### Hruscsov és Kennedy a találkozó előtt
Hruscsov és Kennedy először az 1961 júniusában tartott bécsi csúcstalálkozón látták egymást személyesen. Kapcsolatuk a szovjet pártfőtitkár 1960. november 9-én küldött üzenetével kezdődött, amelyben gratulált Kennedy választási győzelméhez, és reményét fejezte ki, hogy „[az USA és a Szovjetunió ] közötti kapcsolatok ismét azt az irányt követik majd, amelyen Franklin Roosevelt idejében fejlődtek”.  Azt is közölte Kennedyvel, hogy a Szovjetunió kész tárgyalni az Egyesült Államokkal a globális leszereléssel, a német helyzet megoldásával, és más olyan kérdésekkel kapcsolatban, „amelyek a teljes nemzetközi helyzet enyhülését és javítását eredményezhetik”.  Válaszában Kennedy megköszönte Hruscsov levelét. Ehhez hasonló udvarias üzenetváltások folytatódtak egészen a következő évig.
1961. február 22-én Kennedy egy levelében elsőként találkozót javasolt: „Remélem, hamarosan lehetőségünk lesz személyesen is találkozni egy informális eszmecsere céljából.”  Az elnök úgy érezte, egy Hruscsovval folytatott beszélgetés során el tudnák rendezni az államaik közötti konfliktusokat.  Kennedy tanácsadói azonban az elnökválasztás óta eltelt rövid időre hivatkozva nem javasolták ezt az ötletet. Llewellyn E. Thompson, az Egyesült Államok moszkvai nagykövete attól tartott, hogy Kennedy rosszul ítélte meg Hruscsov személyét és szándékait. Charles E. Bohlen amerikai diplomata hasonlóan „aggódott, mert JFK alábecsülte Hruscsov elszántságát a világkommunizmus elterjesztésében”.  Ennek ellenére Hruscsov elfogadta Kennedy javaslatát, és így megkezdődött a csúcstalálkozó hivatalos szervezése. Eközben nőtt a két hatalom közötti hidegháborús rivalizálás mind Németországban, Laoszban és Kubában. Ezek a regionális konfliktusok váltak a bécsi egyeztetés napirendjének fő pontjaivá.

### A berlini kérdés
1945 és 1961 között 2,7 millió keletnémet állampolgár emigrált a Német Demokratikus Köztársasághoz tartozó Kelet-Berlinből Nyugat-Berlinbe. Walter Ulbricht, az NDK vezetője azzal érvelt, hogy a keleti városrész csökkenő lakossága veszélyezteti az állam létét.  1961 első hónapjaiban Ulbricht nyomást gyakorolt Hruscsovra, hogy zárja le a Kelet- és Nyugat-Berlin közötti határt. Hruscsov megértette Ulbricht aggodalmát, de tartott a nyugati hatalmak esetleges beavatkozásától. Thompson 1961 februárjában arra figyelmeztetett, hogy előrelépés hiányában Hruscsov különbékét köthet. Ennek gondolata veszélyeztette az amerikaiak érdekeit Nyugat-Németországban, hiszen ha a Szovjetunió Kelet-Berlin teljes ellenőrzését átadja a keletnémet kormánynak, akkor az Egyesült Államok csak a keletnémet kormány engedélyével kommunikálhat és működhet együtt Nyugat-Berlinnel.
A berlini kérdés – hogy az Egyesült Államok nem lép fel a Szovjetunió különbékéje ellen – uralta leginkább Hruscsov és Kennedy vitáit a bécsi találkozón. Egy esetleges békekötés Berlinnel nem tetszett a status quo-ba belenyugvó amerikai politikusoknak, mivel az veszélyeztette volna a kialakult hatalmi egyensúlyt, és potenciálisan az Egyesült Államok kelet-berlini befolyásvesztéséhez vezetett volna.

### A laoszi válság
Egy kevésbé ismert konfliktus is vitákat szított a bécsi csúcstalálkozón. „Ahogy Berlinben, [Kennedy] Laoszban is egy olyan helyzetet örökölt, amelyet súlyosbított a Szovjetunió és az Egyesült Államok közötti, szinte közvetlen fegyveres konfrontáció.” Eisenhower elnöksége alatt – hogy ellensúlyozza a népszerű Pathet Lao kommunista mozgalom fenyegetését – egy jobboldali konzervatív (királypárti) kormányt támogatott Laoszban, és több millió dolláros segélyt nyújtott egy Amerika-barát vezető uralmának folytatása érdekében.  Mind a szovjetek, mind az amerikaiak tudták, hogy a Laoszban folyó csatlósháború még jobban belesodorja őket a fegyverkezési versenybe. Hruscsov és Kennedy hosszasan értekeztek a laoszi helyzetről Bécsben.

### A Disznó-öbölbeli invázió
Az USA 1961 áprilisi Disznó-öbölbeli inváziója komolyan megrengette Hruscsov és Kennedy kapcsolatát. 1961. április 18-án a pártfőtitkár Kennedynek küldött táviratában ez állt: „Elnök úr, ezt az üzenetet a világ békéjét fenyegető veszély órájában küldöm Önnek. Fegyveres agresszió kezdődött Kuba ellen.”  Kennedy erre azt válaszolta, hogy az amerikaiak csupán a Castro-diktatúrának ellenálló „100 000 kubait” támogatják.  Hozzátette, hogy az amerikaiak a szabadság és a kubai önrendelkezés oldalán harcoltak.
Kennedy tudta, hogy a kubai invázió vitákat szított, ezért létfontosságúnak tartotta a minél hamarabbi találkozót Hruscsovval. Remélte, hogy a nyílt kommunikációs csatornák orvosolhatják az Egyesült Államok és a Szovjetunió közötti konfliktus egy részét.

## Megbeszélés
Hruscsov és Kennedy sok időt szentelt a bécsi csúcstalálkozón a berlini válság megvitatására. A szovjet politikus beszélgetésüket saját álláspontjának kifejtésével kezdte, miszerint Németország egyesülése egy újabb világháborúhoz vezethet.  Rámutatott arra a tényre, hogy Németország kezdte a II. világháborút, és mindössze 15 évvel a konfliktus lezárása után ismét katonai fenyegetést jelent a NATO tagjaként.  A Szovjetunió célja ezért a különbéke aláírása Kelet-Németországgal, amely „nem sértené az Egyesült Államok, az Egyesült Királyság vagy Franciaország érdekeit”.  Hruscsov azt mondta Kennedynek, hogy kész mindenáron – akár egyoldalúan is – aláírni a szerződést.
Kennedy azt válaszolta, hogy az amerikai erők „szerződéses jogok alapján”, nem pedig a keletnémetek beleegyezésével foglalták el Berlint.  Megértette a szovjet nézőpontot, de tartott, hogy a csapatkivonás Berlinből alááshatja az Egyesült Államokat kötelezettségvállalásaiban és ígéreteiben.  Kennedy ragaszkodott ahhoz, hogy az USA stratégiai célokból tartsa fenn berlini pozícióját, mivel a jelenlegi hatalmi egyensúly hatékony. Hruscsov szerint „a világon egyetlen erő sem akadályozhatná meg a Szovjetuniót abban, hogy békeszerződést írjon alá”. 
Amikor Kennedy rámutatott a II. világháború végén aláírt négyhatalmi paktum figyelmen kívül hagyására és a Szovjetunió egyoldalú fellépésének igényére, Hruscsov kijelentette, effajta békeszerződés semmissé teszi a szövetségesek megállapodását. A pártfőtitkár ragaszkodott hozzá, hogy Berlin városa kizárólag az NDK-hoz tartozzon, ugyanakkor Nyugat-Németországot továbbra is amerikai befolyás alatt hagyná. Ezt Kennedy az Egyesült Államok presztízse miatt utasította vissza, erre tekintettel Hruscsov egy ideiglenes megállapodás megkötését javasolta, de határozottan kitartott amellett, hogy akár egyoldalúan is „a Szovjetunió decemberben aláírja [a békeszerződést]”. 
Kennedy abban reménykedett, hogy felméri a szovjetek álláspontját Laosz semlegesítésével kapcsolatban. A feszültség enyhítéséért az elnök meg akarta győzni kollégáját országaik együttműködéséről az instabil államban. „A gerillák ellátásának leállítására és az észak-vietnámiak rábeszélésére vonatkozó szilárd szovjet elkötelezettség nélkül semmi sem érhető el” – jelentette ki Kennedy.  Azonban a csúcstalálkozó első napján gyorsan rájött, hogy Hruscsovnak – az Egyesült Államok jelentős érintettsége miatt – nincs kedve megvitatni a laoszi helyzetet.
Másnap Kennedy ismét felvetette Laosz kérdését, ekkor Hruscsov egyetértett egy semleges és független Laosz létében, „amelyet maguk a laosziak választanának ki”. Bár a vezetők nem kötöttek hivatalos megállapodást, konszenzusra jutottak a délkelet-ázsiai ország jövőjét illetően – tűzszünet és végső semlegesítés. Ez a megállapodás bizonyult a bécsi csúcstalálkozó egyik egyetlen eredményének. 

## Eredmények
Seymour Topping „Hruscsov és Bécs” című cikke június 3-án, a konferencia kezdete előtti napon jelent meg a The New York Timesban . Topping helyesen írt a konferencia főbb témáiról – berlin és laosz kérdésében, valamint helyesen fogalmazta meg Hruscsov véleményét az egyes kérdésekről, és a szovjet nézőpontot Berlinről. Nyilvánvaló volt, hogy mind az amerikaiak, mind a szovjetek bőséges információval rendelkeztek a másik álláspontjáról a csúcstalálkozó megkezdése előtt, azonban a tárgyalás kimenetelét senki sem tudta megjósolni – beleértve a vezetők egymásra adott reakcióit.
Az amerikaiak számára az alkalom ekkor diplomáciai diadalnak számított.  Kennedy nem engedte, hogy ellenséges nyomás alatt döntsön, vagy befolyásolja az amerikai – szovjet terjedést megfékező – politikát. Kellőképpen megállította Hruscsovot, és világossá tette az Egyesült Államok elutasítását a berlini kivonulásról, bármekkora nyomás is van a „Nyugat heréin” – ahogy Hruscsov egyszer nevezte.
Visszatekintve a csúcstalálkozó kudarcnak tekinthető. A két vezető egyre frusztráltabb lett a tárgyalások lassúsága miatt. Kennedy később azt mondta Hruscsovról: „Teljesen padlóra küldött”, majd bevallotta, hogy ez volt „életem legrosszabb dolga. Lealázott”.  Ugyanakkor Hruscsov sokkal pozitívabban látta találkozójukat. Emlékirataiban ambivalens hangulatot tükrözött, és ezt írta: „Összességében elégedett voltam bécsi találkozónkkal. Bár nem jutottunk konkrét megállapodásra, éreztem, hogy [Kennedyt] érdekli a világ problémáinak békés megoldása és a Szovjetunióval való konfliktus elkerülése.”  William Taubman történész szerint Hruscsov úgy érezte, tudja „befolyásolni Kennedyt”. 
Amellett, hogy közvetítette az Egyesült Államok vonakodását Berlin polgárainak teljes körű jogainak megvédésével kapcsolatban, Kennedy figyelmen kívül hagyta saját kabinetjének tanácsát az ideológiai viták kerülésével is. Hruscsov azonban felülmúlta az elnököt és egy gyengének és tapasztalatlannak vélt vezető feletti győzelmet könyvelhetett el magának. Kennedy komor arckifejezését látva a csúcstalálkozó végén Hruscsov úgy vélte, az elnök „nemcsak szorongónak, hanem mélységesen zaklatottnak is tűnt... Nem állt szándékomban felzaklatni. Nagyon szerettem volna, ha más hangulatban válunk el. De nem tehettem semmit, hogy segítsek rajta... A politika kegyetlen üzlet.” 
A Disznó-öbölbeli partraszállás, a berlini fal felépítése és a kubai rakétaválság után Kennedy újabb kudarca az irányítás megszerzésében és a kommunista terjeszkedés megállításában végzetesen károsíthatta volna az USA és szövetségesei hírnevét, ezért eltökélt volt a kommunista győzelem megakadályozásában a vietnami háborúban. Egy újságírónak úgy nyilatkozott: Most az a problémánk, hogy hitelessé kell tegyük erőnket, és Vietnam tűnik erre a legmegfelelő helynek.”  

## Külső linkek
- Hruscsov és Kennedy találkozása Bécsben a filmhiradokonline.hu oldalon
- Bécsi csúcstalálkozó a Historycentral.com oldalon
- az Egyesült Államok Külügyminisztériuma
- „The Kennedy-Khrushchev Conference for Dummies: Remedial history for Barack Obama”, Weekly Standard – 2008. május 28., 12:00

## Fordítás
Ez a szócikk részben vagy egészben  a   Vienna summit című angol Wikipédia-szócikk ezen változatának fordításán alapul.  Az eredeti cikk szerkesztőit annak laptörténete sorolja fel. Ez a jelzés csupán a megfogalmazás eredetét és a szerzői jogokat jelzi, nem szolgál a cikkben szereplő információk forrásmegjelöléseként.